# DB 128
A DB 128 sorozat egy német Bo'Bo' tengelyelrendezésű villamosmozdony. Összesen 1 db épült belőle 128 001 pályaszámon 1994-ben kísérleti célokra.

## Története
A mozdonyt 12X-ként is nevezik, mivel az Deutsche Bahn egy újabb univerzális mozdonyt keresett a DB 120 sorozat után, ahol az X lehetett volna bármelyik számjegy 1-től 9-ig. Ugyan a DB a 128 001 számot adta a mozdonynak, de az mindvégig a gyártó AEG tulajdonában maradt.  Rengeteg kísérleti menetet teljesítve és többszöri átalakítás után a Nürnberg-i DB Cargo telephez került, majd az ADtranz-Pool flottába átkerülve 2000-ben a BASF-nek dolgozott, tehervonatokat továbbított Ruhland-ba és Bázelbe. Eközben meghibásodott, majd javítása után jelenleg a Bombardier-Pool-ba tartozik, jellemzően azonban kísérleti célokra használják, új technológiák kipróbálásához. A 128 001-ben tesztelt komponensek megtalálhatók az 1994 óta gyártott Bombardier TRAXX mozdonyokban.
A 128 001 eleinte az AEG-t reklámozta, majd az UNICEF-et, 2006 óta pedig a Bombardier céget.